# Make the Music with Your Mouth, Biz
Albums de Biz Markie
Weekend Warrior
(2003) Ultimate Diabolical
(2007)
Make the Music with Your Mouth, Biz est une compilation de Biz Markie sortie le 28 novembre 2006.

## Liste des titres
| No  | Titre                                              | Durée |
| --- | -------------------------------------------------- | ----- |
| 1.  | Make the Music with Your Mouth, Biz                | 5:15  |
| 2.  | The Biz Dance                                      | 3:40  |
| 3.  | They're Coming to Take Me Away (Ha Haa)            | 3:26  |
| 4.  | A One Two                                          | 2:20  |
| 5.  | The Biz Dance (Dub)                                | 3:41  |
| 6.  | Make the Music with Your Mouth, Biz (Instrumental) | 4:48  |
| 7.  | Biz Beat                                           | 4:21  |
| 8.  | Beat Box                                           | 2:38  |
| 9.  | Oh Girl                                            | 1:49  |
| 10. | Music with Your Mouth, Biz                         | 4:41  |
| 11. | Nobody Beats the Biz                               | 4:17  |
| 12. | Protection                                         | 5:38  |
| 13. | XXX-Mas Freestyle                                  | 1:28  |
| 14. | The Biz Dance                                      | 1:55  |